# Nobuyuki Hiyama
Nobuyuki Hiyama (檜山 修之?, Hiyama Nobuyuki; Hatsukaichi, 25 agosto 1967) è un doppiatore giapponese. La sua carriera ha avuto inizio nel 1987; ha lavorato con l'Arts Vision.

## Doppiaggio

### Anime
- .hack serie (Balmung)
- Air Gear (Magaki)
- Astro Boy (Atlas)
- Batman Ninja vs. Yakuza League (Flash)
- B't X (Teppei Takamiya)
- Bleach (Ikkaku Madarame)
- Bleach: Thousand-Year Blood War (Ikkaku Madarame)
- Bobobo-bo Bo-bobo (Mean Green Soup Alien)
- Highschool of the Dead (Kotha Hirano)
- Bonobono (Rabi Nii-chan)
- Cowboy Bebop (Shin)
- Cromartie High School (Pootan)
- Detective Conan (Makoto Kyogoku)
- Digimon Adventure 02 (BlackWarGreymon)
- Digimon Frontier (Seraphimon)
- Dragon Ball Super (Prum)
- Fate/Apocrypha (Darnic Prestone Yggdmillenia)
- Fushigi yûgi (Hikitsu)
- Gasaraki (Yuushiro Gowa)
- Genshiken (Harunobu Madarame)
- Gintama (Eldest Paruko Brother)
- Godannar (Tetsuya Kouji)
- Grenadier (Teppa Aizen)
- Hayate no gotoku! (Cyborg Butler)
- Higashi no Eden (Yutaka Itazu)
- Captain Tsubasa J (Hyuga Kojirou)
- I cieli di Escaflowne (Ort)
- Il principe del tennis (Jackal Kuwahara)
- Infinite Ryvius (Airs Blue)
- Initial D (Takeshi Nakazato)
- Jujutsu kaisen - Sorcery Fight (Eso)
- Kengan Ashura (Saw Paing Yoroizuka)
- Kenshin samurai vagabondo (Ōkuma Daigorō)
- Keroro (Kogoro)
- Kidō senshi Gundam: Dai 08 MS shotai (Shiro Amada)
- Kill la Kill (Sanageyama Uzu)
- Kimi ga Aruji de Shitsuji ga Ore de (Kojuurou)
- Kinnikuman Perfect Origin Arc (Dalmatiman)
- Shin Koihime musō (Kada)
- Macademi Wasshoi! (Professor Frankram Stein)
- Marmalade Boy (William "Bill" Matheson)
- Mega Man Star Force (Taurus)
- Mobile Suit Z Gundam (Hayato Kobayashi)
- Mobile Suit Gundam SEED (Muruta Azrael)
- Mobile Suit Gundam GQuuuuuuX (Leo Lionni)
- Moetan (Kaks)
- Muteki Kanban Musume (Kankuro Nishiyama)
- Nisekoi (Ryuu)
- One Piece (Mr. 3/Galdino, Blenheim, Chaton/Tokikake)
- Overlord (Eclair Ecleir Eicler)
- Planetes (Kho Cheng-Shin)
- Pokémon (A.J., Attila, Noland, Jonathan, Palmer)
- Restaurant to Another World  (Lionel)
- Rockman EXE Stream (Rei Saiko)
- Rosario + Vampire (Saizo Komiya)
- Rurouni Kenshin (Hachisuka)
- Sailor Moon S (Yosaku Eda)
- Sailor Moon SuperS (Tsunawataro)
- Saint Seiya Omega (Genbu)
- Saiunkoku Monogatari (Kōyū Ri)
- Sakamoto Desu Ga? (KenKen)
- School Rumble (Masked Kamen, Harry McKenzie)
- Sfondamento dei cieli Gurren Lagann (Viral, Coco vecchio)
- Shaman King Flowers (Fra YVS)
- Shinkyoku Sōkai Polyphonica (Yardio Voda Munagoul)
- Slayers (Zorro)
- Stepmother's Sin (Yusuke Yagami) accreditato come Masakazu OONISHI
- Sword Art Online (Diabel)
- Tetsuko no Tabi (Hirohiko Yokomi)
- The Brave Express Might Gaine (Maito Senpuuji)
- The Tatami Galaxy (Kaori, Johnny)
- Transformers: Energon (Skyfire)
- Trapped in a Dating Sim: The World of Otome Games Is Tough for Mobs (Greg Fou Seberg)[1]
- Tsubasa RESERVoir CHRoNiCLE (Shōgo Asagi)
- Ultimate Muscle (Bone Cold)
- Yakitate!! Japan (Iwashiro Tesshou)
- Yes! Pretty Cure 5 (Girinma)
- Yu-Gi-Oh! (Tetsu, Dragon)
- Yu degli spettri (Hiei)
- Yūsha Ō Gaogaigar (Guy Shishioh)

### OAV
- B't X Neo (Teppei Takamiya)
- Gundam Evolve (Musha Gundam)
- Legend of the Galactic Heroes (Bruno von Knapfstein)
- Maria-sama ga miteru (Suguru Kashiwagi)
- Mobile Suit Gundam: L'Ottavo Plotone (Shiro Amada)
- Sensitive Pornograph (Aki)
- The King of Braves GaoGaiGar Final (Guy Shishioh)
- Ultraman: Super Fighter Legend (Great Demon King Mephilas)
- Cannon Busters (Locke; ONA)

### Videogiochi
- .hack//Infection (Balmung)
- .hack//Mutation (Nuke Usagimaru, Balmung, Marlo)
- .hack//Outbreak (Balmung, Marlo, Nuke Usagimaru)
- .hack//Quarantine (Balmung, Marlo, Nuke Usagimaru)
- .hack//G.U. Vol. 2//Reminisce (Azure Balmung)
- .hack//G.U. Vol. 3//Redemption (Azure Balmung)
- .hack//Link (Balmung)
- Astro Boy (videogioco 2004) (Atlas)
- Baten Kaitos Origins (Tista)
- Bleach: Shattered Blade (Ikkaku Madarame)
- Bleach: Rebirth of Souls (Ikkaku Madarame)
- Buriki One (Gai Tendo)
- Bravely Default (Jackal)
- Bravely Second: End Layer (Jackal)
- Capcom vs. SNK: Millennium Fight 2000 (Joe Higashi)
- Capcom vs. SNK 2: Millionaire Fighting 2001 (Joe Higashi, Batsu Ichimonji)
- Capcom Fighting Jam (Demitri Maximoff, Pyron)
- Cross Edge (Demitri Maximoff)
- Darkstalkers: The Night Warriors (Demitri Maximoff, Pyron)
- Darkstalkers 3 (Demitri Maximoff, Pyron)
- Demonbane (Sandalphon/Ryuuga Crusade)
- Digimon Rumble Arena (BlackWarGreymon)
- Disgaea 2: Cursed Memories (Axel)
- Disgaea 3: Absence of Justice (Axel)
- Disgaea 4: A Promise Unforgotten (Axel)
- Disgaea D2: A Brighter Darkness (Axel)
- Disgaea 5: Alliance of Vengeance (Axel)
- Disgaea RPG (Axel)
- Disgaea 7: Vows of the Virtueless (Axel)
- Dragon Force II: Kamisarishi Daichi ni (Estan)
- Dragon Quest Rivals (Arusu, Zang, Darios)
- Dragon Quest XI S: Echi di un'era perduta - Edizione Definitiva (Darios)
- Dragon Quest X: Rise of the Five Tribes Offline (Zang)
- Dragon Quest III HD-2D Remake (Arusu)
- Dynasty Warriors: Gundam (Hayato Kobayashi)
- Fatal Fury 3: Road to the Final Victory (Joe Higashi)
- Fatal Fury: Wild Ambition (Joe Higashi)
- Fire Emblem Heroes (Jamke)
- Galaxy Angel (Guinness Stout)
- Ghost in the Shell (Saito)
- Granblue Fantasy (Seox, Xing)
- Granblue Fantasy: Versus (Seox)
- Granblue Fantasy: Versus Rising (Seox)
- J-Stars Victory Vs+ (Hiei)
- Jujutsu Kaisen Cursed Clash (Eso)
- Jump Force (Hiei)
- Kill la Kill: IF (Uzu Sanageyama)
- La Pucelle: Tactics (Homard)
- Last Bronx (Hiroshi "Tommy" Tomie)
- League of Legends (Viego)
- Legacy of Kain: Soul Reaver e Legacy of Kain: Soul Reaver 2: Raziel
- Magical Drop II (Chariot)
- Marl Kingdom (Randy)
- Mega Man 8 (Bass)
- Mega Man Battle & Chase (Bass, Quick Man)
- Mobile Suit Gundam: Journey to Jaburo (Shiro Amada)
- Mobile Suit Gundam SEED: Alliance vs. Z.A.F.T. (Muruta Azrael)
- Mobile Suit Gundam SEED Battle Destiny (Muruta Azrael)
- Mugen no Frontier: Super Robot Wars OG Saga (Haken Browning/W00)
- Namco X Capcom (Janga, Demitri)
- Night Warriors: Darkstalkers' Revenge (Demitri Maximoff, Pyron, Donovan Baine)
- Nioh 2 (Maeda Toshiie)
- One Piece: Grand Battle! 2 (Mr. 3/Galdino)
- One Piece: Pirate Warriors (Mr. 3/Galdino)
- One Piece: Pirate Warriors 2 (Mr. 3/Galdino)
- One Piece: Pirate Warriors 3 (Mr. 3/Galdino)
- One Piece: Pirate Warriors 4 (Mr. 3/Galdino)
- Project Justice: Rival Schools 2 (Batsu Ichimonji)
- Project X Zone (Haken Browning, Demitri Maximoff, Batsu Ichimonji)
- Project X Zone 2 (Demitri Maximoff, Pyron)
- Real Bout Fatal Fury (Joe Higashi)
- Real Bout Fatal Fury Special (Joe Higashi)
- Real Bout Fatal Fury 2: The Newcomers (Joe Higashi)
- Rival Schools: United by Fate (Batsu Ichimonji)
- Rune Factory: Guardians of Azuma (Takumi)
- Samurai Warriors (Masamune Date, Kennyo Honganji)
- Samurai Warriors 2 (Masamune Date, Kotaro Fuma)
- Samurai Warriors 3 (Masamune Date, Kotaro Fuma)
- Samurai Warriors 4 (Masamune Date, Kotaro Fuma)
- Samurai Warriors: Spirit of Sanada (Masamune Date, Kotaro Fuma)
- Shin Megami Tensei V (Khonsu)
- Shin Megami Tensei V: Vengeance (Khonsu)
- SNK vs. Capcom: SVC Chaos (Demitri Maximoff, Annunciatore)
- Soul Edge (Siegfried Schtauffen)
- Soulcalibur (Nightmare, Yoshimitsu, Siegfried Schtauffen)
- Soulcalibur II (Nightmare, Yoshimitsu, Link)
- Soulcalibur III (Siegfried Schtauffen, Yoshimitsu)
- Soulcalibur Legends (Siegfried Schtauffen)
- Soulcalibur IV (Siegfried Schtauffen)
- Soulcalibur: Broken Destiny (Siegfried Schtauffen)
- Soulcalibur V (Siegfried Schtauffen)
- Soulcalibur VI (Nightmare, Siegfried Schtauffen)
- Star Ocean (Dorne Murtough, Ioshua Jerand)
- Summon Night (Kir)
- Summon Night 6: Lost Borders (Touya Fukazaki)
- Super Robot Wars Alpha 2 (Guy Shishioh)
- Super Robot Wars Alpha 3 (Guy Shishioh, Muruta Azrael)
- Super Robot Taisen OG Saga: Endless Frontier (Haken Browning)
- Super Robot Wars A Portable (Shiro Amada)
- Super Robot Wars OG Saga: Endless Frontier EXCEED (Haken Browning)
- Super Robot Wars Z2: Destruction Chapter (Viral)
- Super Robot Wars Z2: Rebirth Chapter (Viral)
- Super Robot Wars Z3: Hell Chapter (Viral)
- Super Robot Wars Z3: Heaven Chapter (Viral)
- Super Robot Wars V (Maito Senpuji)
- Super Robot Wars X (Maito Senpuji, Viral)
- Super Robot Wars T (Maito Senpuji, Guy Shishioh)
- Super Robot Wars 30 (Guy Shishioh)
- Super Smash Bros. (Link)
- Super Smash Bros. Melee (Link)
- Super Smash Bros. Ultimate (Arusu)
- Tales of Graces (Veigue Lungberg)
- Tales of Rebirth (Veigue Lungberg)
- Tatsunoko vs. Capcom: Cross Generation of Heroes (Batsu Ichimonji)
- The King of Fighters '95 (Joe Higashi)
- The King of Fighters '96 (Joe Higashi)
- The King of Fighters '97 (Joe Higashi)
- The King of Fighters '98 (Joe Higashi)
- The King of Fighters: Kyo (Joe Higashi)
- The King of Fighters '99 (Joe Higashi)
- The King of Fighters 2000 (Joe Higashi)
- The King of Fighters 2001 (Joe Higashi)
- The King of Fighters 2002 (Joe Higashi)
- The King of Fighters 2003 (Joe Higashi)
- The King of Fighters Neowave (Joe Higashi)
- The King of Fighters XI (Gai Tendo)
- The King of Fighters '98: Ultimate Match (Joe Higashi)
- The King of Fighters XII (Joe Higashi)
- The King of Fighters 2002: Unlimited Match (Joe Higashi)
- The King of Fighters XIII (Joe Higashi)
- The Legend of Zelda: Ocarina of Time (Link, Link Oscuro)
- The Legend of Zelda: Majora's Mask (Link Guerriero)
- Tokimeki Memorial Girl's Side (Kazuma Suzuka)
- Trapt (Jais)
- Uppers (Michiru Sakurai)
- Vampire Savior: The Lord of Vampire (Demitri Maximoff)
- Warriors Orochi (Masamune Date, Kotaro Fuma)
- Warriors Orochi 2 (Masamune Date, Kotaro Fuma)
- Warriors Orochi 3 (Masamune Date, Kotaro Fuma)
- Warriors Orochi 4 (Masamune Date, Kotaro Fuma)
- Xenosaga Episode I: Der Wille zur Macht (Wilhelm)
- Xenosaga Episode II: Jenseits von Gut und Bose (Wilhelm)
- Xenosaga Episode III: Also Sprach Zarathustra (Wilhelm)
- Yakuza 6: The Song of Life (Kazuaki Iino)